# Christina Elmore
Pour les articles homonymes, voir Elmore.
Christina Elmore est une actrice américaine principalement connue pour son rôle d'Alisha Granderson dans la série télévisée The Last Ship. En 2020, elle joue l'un des rôles principaux de la série Twenties. Actuellement mariée Ryan Duke.

## Filmographie
Cinéma
- 2013 : Fruitvale Station : Ashae

Télévision
- 2014-2018 : The Last Ship : lieutenant Alisha Granderson
- 2016 : The Wrong Car (téléfilm) : détective Jackson
- 2018 : Insecure : Condola [3]
- 2019 : Roxie Wolfgang : Gemma Banks
- 2020 : Twenties : Marie
- À venir : Under the Bridge (téléfilm) : Brianna Reims